# Billy Byers
William Mitchell „Billy“ Byers (* 1. Mai 1927 in Los Angeles, Kalifornien; † 1. Mai 1996 in Malibu, Kalifornien) war ein US-amerikanischer Jazz-Posaunist, Arrangeur sowie Komponist von Filmmusik und Musicals.

## Leben und Wirken
Billy Byers litt von Jugend an an Arthritis und musste seine Pläne Pianist zu werden aufgeben; daher wechselte er zur Posaune und spielte zunächst bei den Hollywood Canteen Kids und Karl Kiffle sowie als freischaffender Musiker in den Filmstudios. Vor seinem Militärdienst 1944/45 studierte er noch ein Jahr an der Harvard University. In der zweiten Hälfte der 1940er Jahre war er als Arrangeur und Posaunist für Georgie Auld, Buddy Rich, Benny Goodman, Charlie Ventura, Bob Cooper/June Christy und Teddy Powell tätig.
Anschließend zog Byers nach New York, wo er Musik für die Radio- und Fernsehstation WMGM (AM) komponierte, arrangierte und spielte. 1954 gehörte er Al Cohns Charlie's Tavern Ensemble an; 1955 nahm er erstmals unter eigenem Namen für RCA-Victor auf (The Jazz Workshop). 1956 stellte eine Studio-Bigband mit Streichern für Aufnahmen mit eigenen Arrangements mit dem Saxophonisten Coleman Hawkins zusammen (The Hawk in Hi-Fi). Im selben Jahr ging er nach Paris, um dort für Ray Ventura zu arrangieren; in dieser Zeit hatte er auch eine eigene Aufnahmesession und nahm mit Martial Solal sowie mit Kenny Clarke auf (Plays André Hodeir, 1956). Ende der 1950er Jahre arbeitete er in Europa auch mit Harold Arlen (1959/60) und mit dem Orchester von Quincy Jones (Free and Easy). 1961 beriet er den Schauspieler Paul Newman bei seiner Rolle als Posaunist in  dem Film Paris Blues.
Zurück in New York, wurde er dann in den 1960er Jahren Jones’ Assistent beim Label Mercury Records und arrangierte für das Count Basie Orchestra. Unter eigenem Namen spielte er einige Duke Ellington Standards ein. Er kehrte dann nach Kalifornien zurück und schrieb weiterhin für Quincy Jones und Count Basie.  1974 ging er mit Frank Sinatra auf eine Japan- und Europatournee; außerdem arbeitete er für Harry Sweets Edison, Ellington, Sammy Davis Jr., Billy Eckstine, Peggy Lee und weitere Künstler.
Byers arrangierte und schrieb auch zahllose Fernseh- und Filmmusiken sowie für Broadway-Produktionen und Nachtclubs, so wirkte er zusammen mit Quincy Jones an der Musik zu dem Film Der Pfandleiher mit. Zusammen mit Marvin Hamlisch schrieb er die Filmmusik zu Der Clou und Cherie Bitter.
Als Posaunist ist Byers unter anderem auf Alben von Charlie Barnet, Maynard Ferguson, Urbie Green, Johnny Hartman, Michel Legrand (Legrand Jazz), Warne Marsh, Hal McKusick (Triple Exposure, 1957), Thelonious Monk (Monk’s Blues, 1969), Oliver Nelson, Joe Newman, Anita O’Day, Sonny Rollins (Big Brass, 1957), Jimmy Smith, Cootie Williams und 1959 auf der letzten Studiosession von Billie Holiday zu hören.

## Auszeichnungen
Als Komponist und Arrangeur wurde er mit dem Drama Desk Award for Outstanding Orchestrations für die Musik zu dem Musical City of Angels ausgezeichnet. Insgesamt gewann Byers acht Emmys – darunter sechs gemeinsam mit Ian Fraser – und orchestrierte drei Shows, die mit dem Tony ausgezeichnet wurden, A Chorus Line, City of Angels und Will Rogers’ Follies.

## Diskografische Hinweise
- The Jazz Workshop (RCA, Fresh Sound Records, 1955) mit Phil Woods, Nick Travis, Bernie Glow, Urbie Green, Al Cohn, Milt Hinton, Osie Johnson,
- Hal Schaefer: RCA Victor Jazz Workshop (RCA, 1955)